# СГ-43

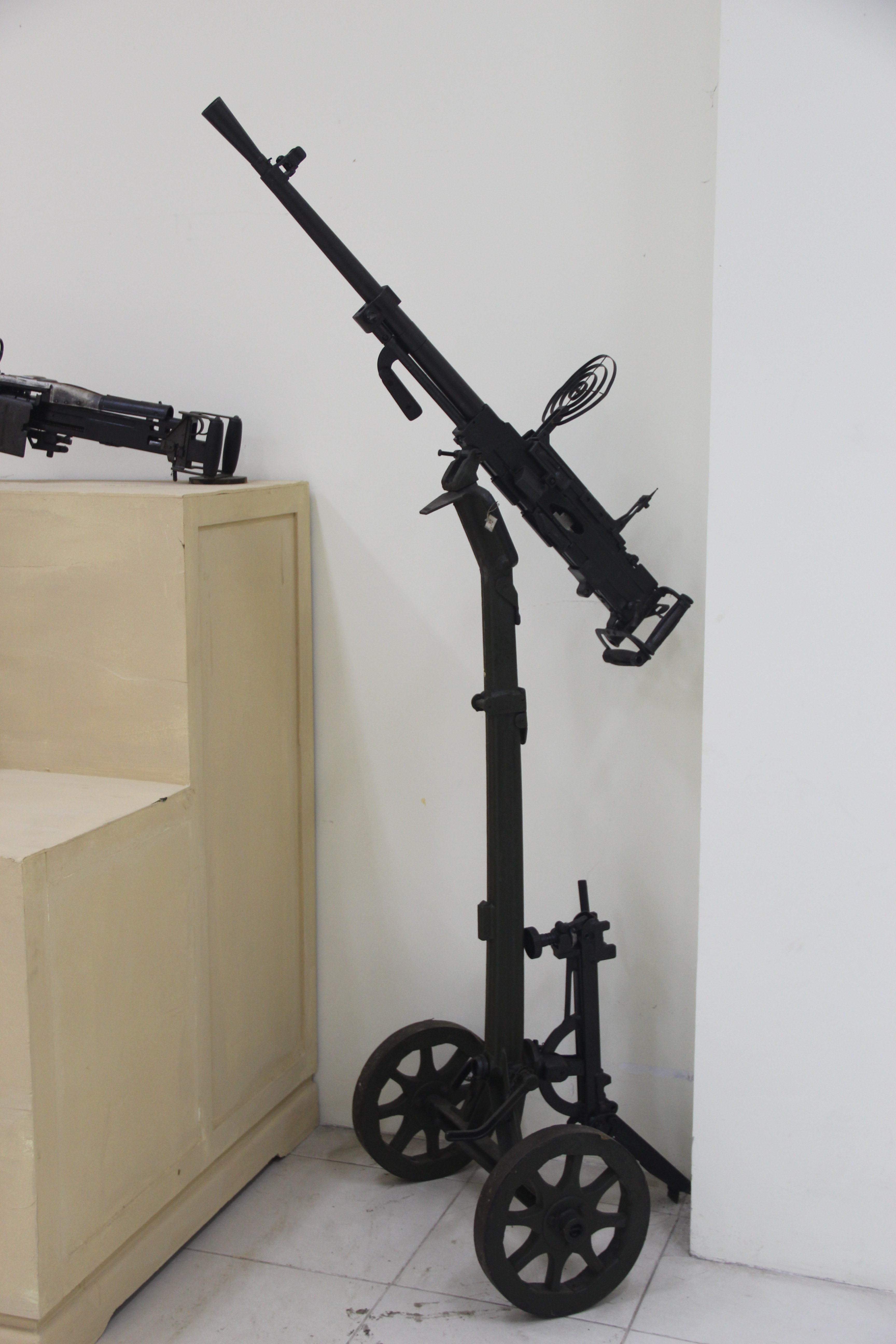
СГ-43 во вьетнамском музее на зенитном станке, видна рукоятка перезаряжания сзади снизу от ствольной коробки

7,62-мм пулемёт Горюнова (СГ-43, Индекс ГРАУ — 56-П-428) — советский станковый пулемёт.

## История
После отражения немецкого наступления на Москву с новой остротой встал вопрос о станковом пулемёте облегчённого типа. Пулемёт Максима образца 1910 года продолжал надёжно служить Красной Армии благодаря мощи и меткости огня. Однако, незаменимый в оборонительных боях, пулемёт обладал большим весом, который оказался неудобен в наступлении. Сказывалось и то, что не всегда находилась под рукой вода, необходимая для охлаждения ствола.
В одном из отзывов с фронта указывалось: «По своему весу (70 кг) пулемет Максима является неудовлетворительной конструкцией, снижающей маневренность частей… Опыт воинских частей по применению станко́вых пулемётов в Отечественной войне показал, что станковые пулемёты весом свыше 40 килограммов в наступательных операциях являются тяжёлыми и не отвечают условиям маневренной войны…».
В мае 1942 года, в соответствии с распоряжением наркома вооружения СССР Д. Ф. Устинова, был объявлен конкурс на разработку новой конструкции станкового пулемёта для РККА (на замену пулемёта Максима обр.1910/30 г.). В отличие от предыдущих таких конкурсов, от требования обеспечить совместимость по ленте с Максимом наконец-то отказались.
Вопреки легенде, изложенной В. А. Дегтярёвым в мемуарах, работавший на Ковровском механическом заводе оружейник Пётр Максимович Горюнов, не был каким-то неизвестным конструктором, а создавал совместно со своим племянником М. М. Горюновым и В. Е. Воронковым на замену ДП «ручной» (позднее универсальный, в современной терминологии единый) пулемёт с двойным питанием — как от матерчатой ленты, так и от дискового магазина — в Отделе главного конструктора ещё с февраля 1940 года. Согласно справке на имя Берии от 12 мая 1942, этот пулемёт прошёл полигонные испытания в 1941 году, но требовалась доработка механизма выведения наружу стреляных гильз. Пулемёт ГВГ имел необычный внешний вид благодаря колёсикам на двуногой сошке.
Предложенный на майский конкурс опытный пулемёт без магазинного питания, по-прежнему называвшийся ГВГ, прошёл сдаточные испытания в августе 1942 и был передан на конкурсные испытания в сентябре 1942 года совместно с пулемётами Силина, Владимирова и Кондакова. Как и остальные конкурсанты, требованиям по безотказности он не удовлетворил и был отправлен на доработку. В отличие от вышеупомянутых конкурентов, конструкторы успели представить доделанный ГВГ на следующую серию испытаний в ноябре 1942, в которой пулемёт с 0,31 % задержек одержал верх над ДС-42 — модернизированным ДС-39 — и ещё пятью опытными пулемётами.
Первая серия в 50 пулемётов прошла заводские испытания в феврале 1943, в марте троих конструкторов наградил денежной премией маршал Воронов, а в апреле малосерийный пулемёт, по-прежнему проходящий в документах как ГВГ, уже начали испытывать на фронте.
В мае 1943 года были подведены итоги полевых испытаний, по результатам которых пулемёт ГВГ на станке Дегтярёва победил в конкурсе станковых пулемётов и под наименованиями «7,62-мм станковый пулемёт образца 1943 года» и СГ-43 был принят на вооружение РККА. Уже после войны Горюновы, Воронков и Дегтярёв были удостоены Сталинской премии первой степени за 1943 год.
Осенью 1943 года универсальный пулемёт Горюнова участвовал в конкурсных испытаниях на ручной пулемёт, не закончившихся ничем из-за нереалистичных требований ГАУ.
В 1944 году конструкторы Г. С. Гаранин и В. Селезнёв разработали для СГ-43 упрощённый колёсный станок, характеризовавшийся гораздо более высокими показателями при эксплуатации в затруднённых условиях.
Более массово поступать в войска СГ-43 начал в феврале 1944 года в рамках войсковых испытаний, по итогам которых начались работы по модернизации пулемёта, продлившиеся до конца войны. В целом до конца Великой Отечественной войны было изготовлено и передано в действующую армию свыше 80 тыс. пулемётов СГ-43.

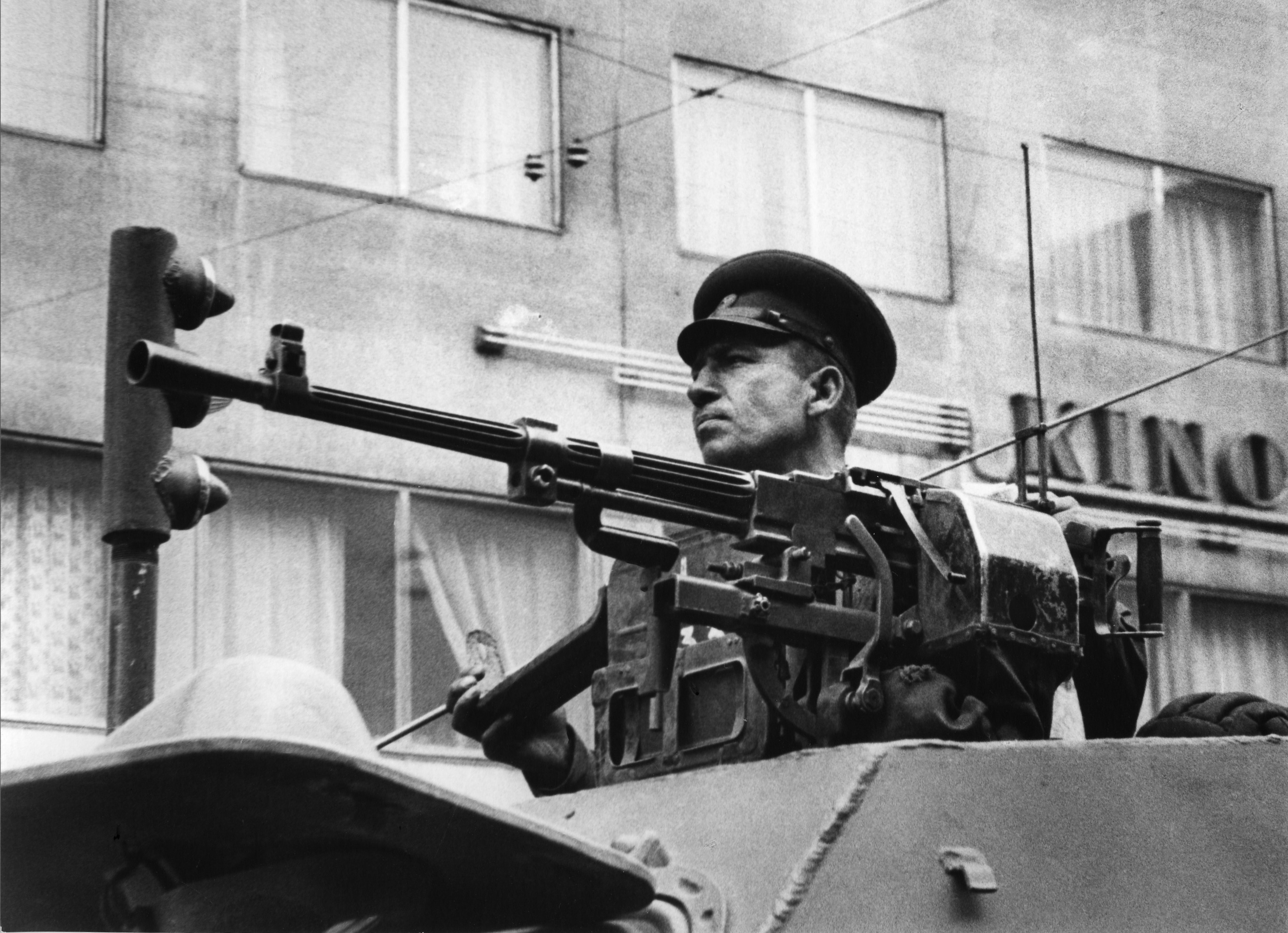
СГМБ на БТР-152, 1968

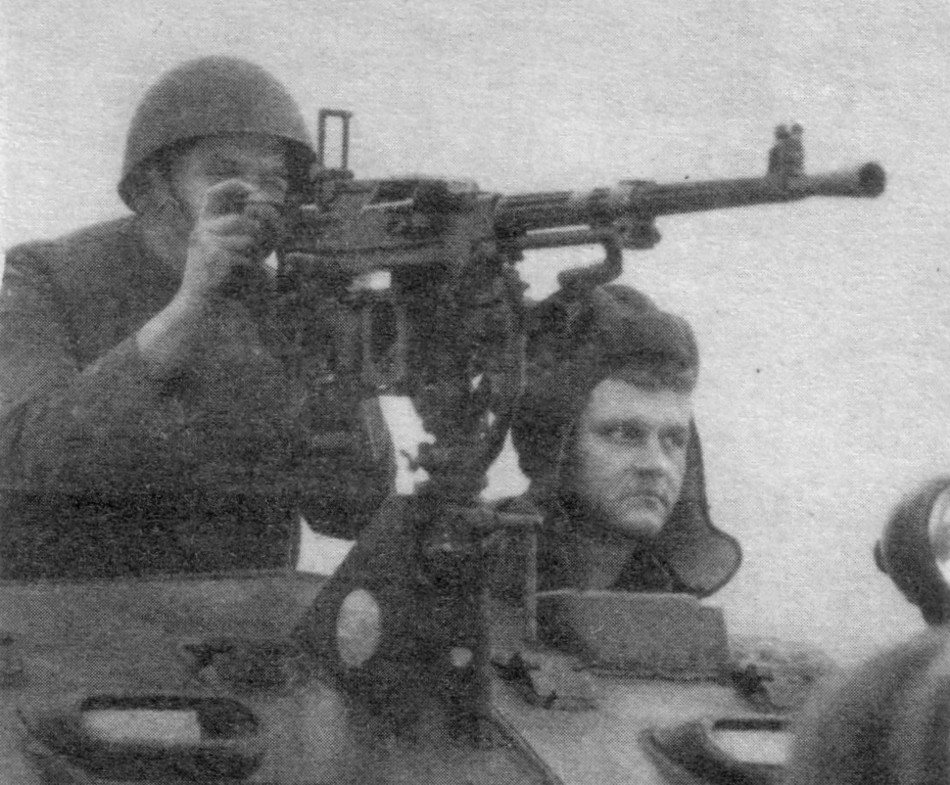
СГМБ на БРДМ

В 1945 году для модернизации пулемёта была принята комбинация усовершенствований, предложенных конструкторами Зайцевым и Михаилом Калашниковым. Для улучшения теплоотдачи ствол вместо гладкой наружной поверхности получил поперечные рёбра, рукоять перезаряжания для удобства стрельбы из положения лёжа и сидя перенесли из-под рукояток управления огнём на правую сторону ствольной коробки, а также ввели регулируемый замыкатель ствола, позволивший практически беспрепятственно осуществлять замену нагретого ствола. Получившийся вариант позднее обозначался как СГМ, были также разработаны его варианты для вооружения бронетранспортёров СГМБ и танков СГМТ.
Перевооружение частей Советской Армии пулемётами Горюнова было завершено в конце 1940-х — начале 1950-х годов.

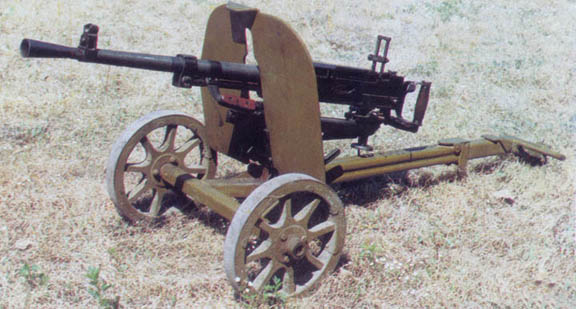
Китайская копия СГ-43 — Тип 53

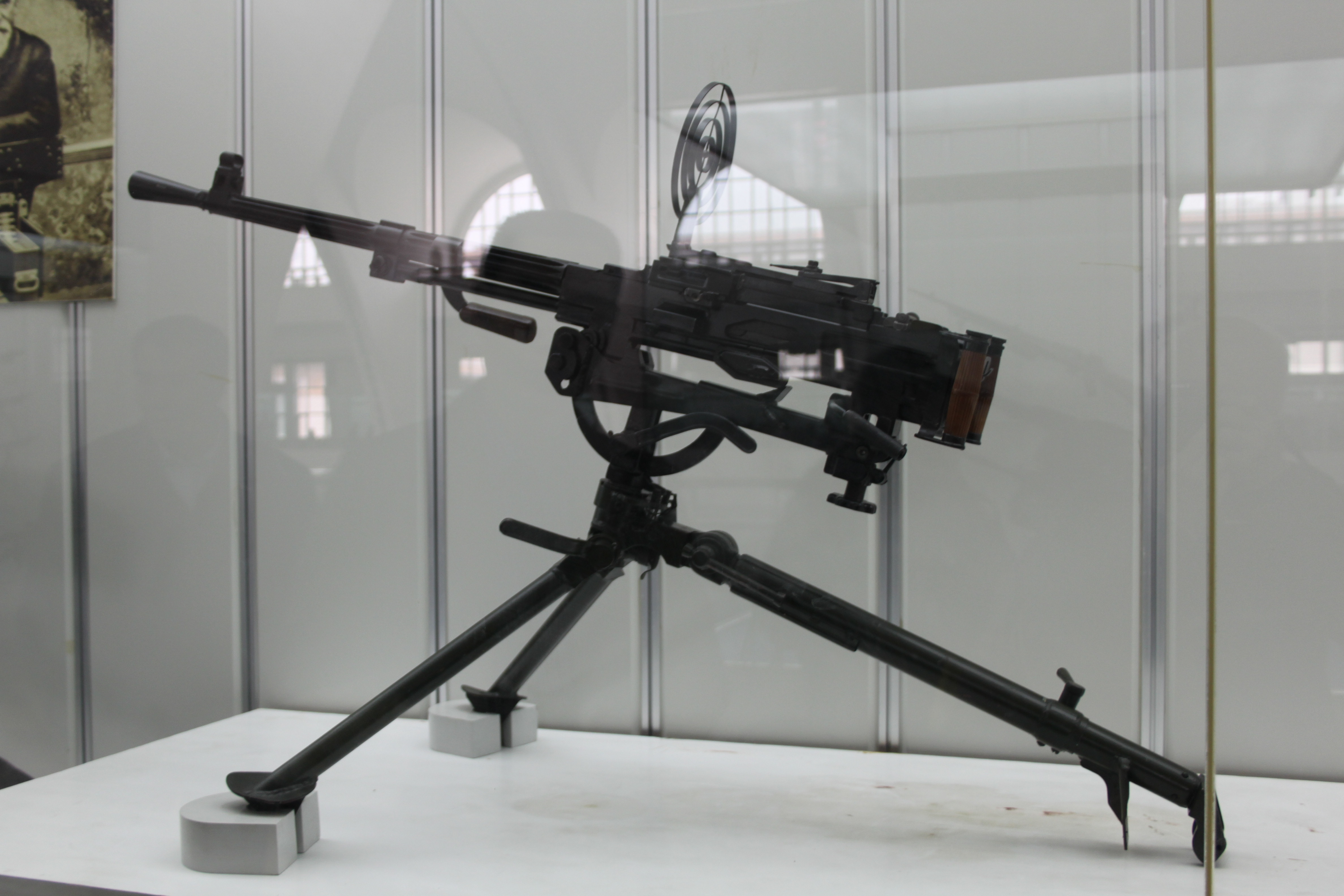
Китайская копия СГМ — Тип 57

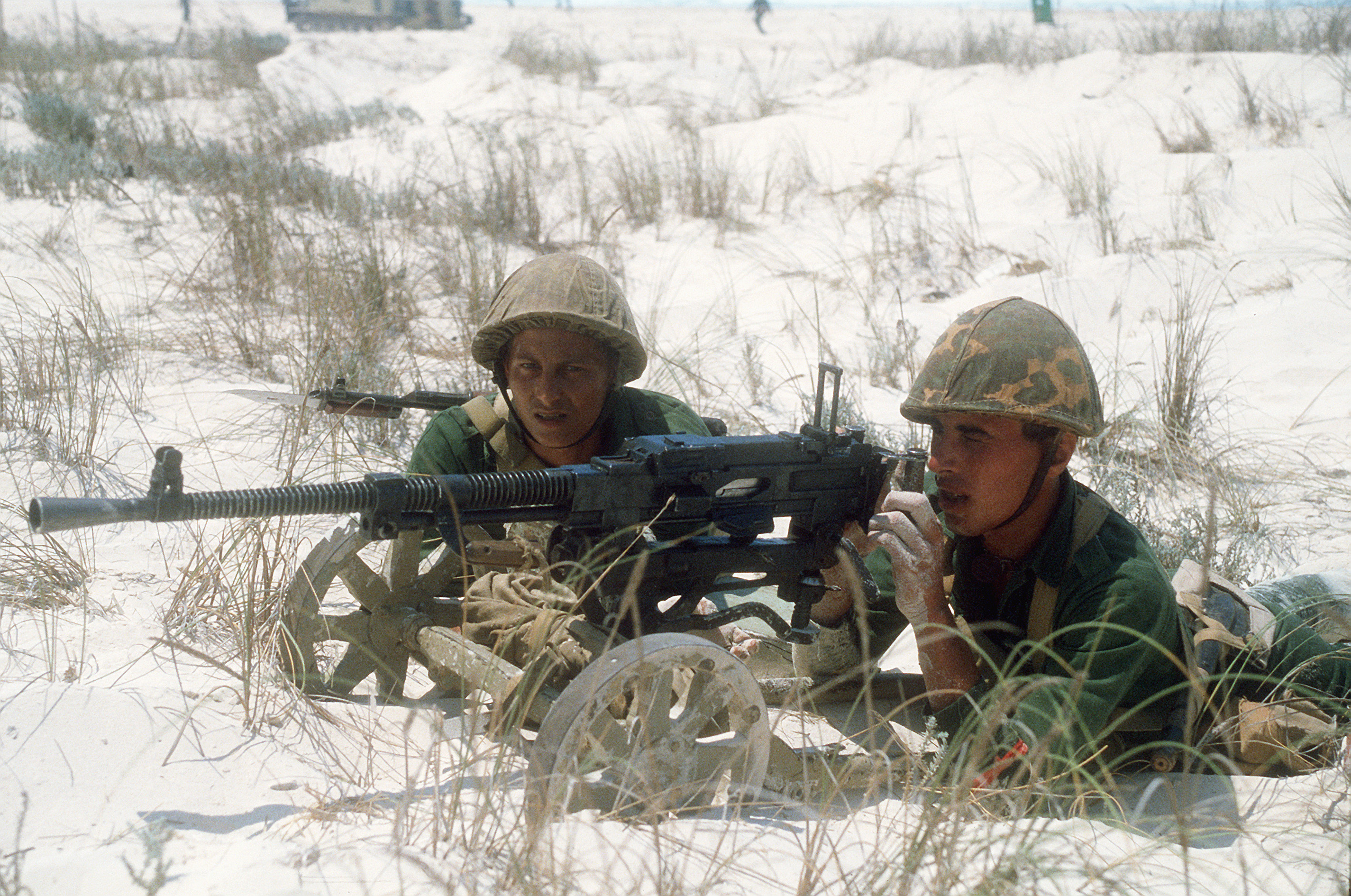
Египетские морские пехотинцы с СГ-43

Автоматика или части устройства СГ-43 впоследствии были использованы при создании единых пулемётов Тип 67, KGK и SS-77. Единый пулемёт конструкции Силина и Перерушева на основе СГМ участвовал в 1956 году в конкурсе на единый пулемёт, победу в котором одержал пулемёт Калашникова.
Горюнов П. М. умер 23 декабря 1943 года, вернувшись из Москвы, где отлаживал свои пулемёты перед отправкой на фронт.

## Характеристики
Дальность прямого выстрела:
- по грудной фигуре — 420 м;
- по бегущей фигуре — 640 м.

Пуля сохраняет своё убойное действие на всей дальности полёта (до 3800 м). Дульная энергия пули со стальным сердечником — 3511 Дж, пули образца 1930 года — 3776 Дж. Боевая скорострельность составляет 250—300 выстрелов в минуту. Охлаждение ствола — воздушное. Ведение интенсивной стрельбы очередями возможно до 500 выстрелов, после чего необходимо заменить или охладить ствол.
Требования нормального боя одиночными для пулемёта Горюнова:
(Дальность стрельбы — 100 м)
- все четыре пробоины вмещаются в круг диаметром 15 см;
- средняя точка попадания отклоняется от контрольной точки не более чем на 5 см в любом направлении.

Требования нормального боя очередями для пулемёта Горюнова:
(Дальность стрельбы — 100 м)
- не менее восьми пробоин из десяти вмещается в круг диаметром 20 см;
- средняя точка попадания отклоняется от контрольной точки не более чем на 5 см в любом направлении.

Проверка боя осуществляется стрельбой по проверочной мишени (отрезанной по четвёртой горизонтальной линии) или чёрному прямоугольнику высотой 30 см и шириной 20 см, укреплённому на белом щите высотой 1 м и шириной 1 м. Дальность стрельбы — 100 м, патроны — с обыкновенной пулей (со стальным сердечником или легкой образца 1908 года), прицел — 3 (по шкале «Л»).
Показатели суммарного рассеивания пуль со стальным сердечником при стрельбе очередями из приведённых к нормальному бою СГ-43 и СГМ:
| Дальность стрельбы, м | Срединные отклонения по высоте, см | Срединные отклонения по ширине, см | Энергия пули, Дж |
| --------------------- | ---------------------------------- | ---------------------------------- | ---------------- |
| 100                   | 6                                  | 5                                  | 2903             |
| 200                   | 12                                 | 10                                 | 2383             |
| 300                   | 18                                 | 15                                 | 1942             |
| 400                   | 23                                 | 20                                 | 1559             |
| 500                   | 29                                 | 25                                 | 1245             |
| 600                   | 35                                 | 29                                 | 990              |
| 700                   | 41                                 | 34                                 | 785              |
| 800                   | 47                                 | 39                                 | 628              |
| 900                   | 54                                 | 44                                 | 520              |
| 1000                  | 62                                 | 49                                 | 451              |
| 1100                  | 70                                 | 54                                 | 402              |
| 1200                  | 80                                 | 59                                 | 363              |
| 1300                  | 90                                 | 64                                 | 333              |
| 1400                  | 102                                | 69                                 | 304              |
| 1500                  | 115                                | 75                                 | 275              |
| 1600                  | 130                                | 82                                 | -                |
| 1700                  | 149                                | 88                                 | -                |
| 1800                  | 179                                | 94                                 | -                |
| 1900                  | 202                                | 102                                | -                |
| 2000                  | 234                                | 109                                | -                |

Показатели суммарного рассеивания пуль со стальным сердечником при стрельбе очередями из приведённых к нормальному бою СГМБ и СГМТ:
| Дальность стрельбы, м | Срединные отклонения по высоте, см | Срединные отклонения по ширине, см |
| --------------------- | ---------------------------------- | ---------------------------------- |
| 100                   | 4                                  | 4                                  |
| 200                   | 9                                  | 9                                  |
| 300                   | 14                                 | 13                                 |
| 400                   | 19                                 | 17                                 |
| 500                   | 23                                 | 21                                 |
| 600                   | 28                                 | 26                                 |
| 700                   | 33                                 | 31                                 |
| 800                   | 38                                 | 35                                 |
| 900                   | 44                                 | 39                                 |
| 1000                  | 50                                 | 43                                 |
| 1100                  | 57                                 | 47                                 |
| 1200                  | 65                                 | 52                                 |
| 1300                  | 75                                 | 57                                 |
| 1400                  | 87                                 | 62                                 |
| 1500                  | 101                                | 67                                 |
| 1600                  | 117                                | 73                                 |
| 1700                  | 136                                | 80                                 |
| 1800                  | 160                                | 86                                 |
| 1900                  | 190                                | 93                                 |
| 2000                  | 225                                | 100                                |

### Масса
Масса в кг, СГ-43:
| 13,8 | тело пулемёта                |
| 40,4 | на колёсном станке Дегтярёва |

Масса в кг, СГМ:
| 13,5       | тело пулемёта                                                                  |
| 36,9       | на колёсном станке Гаранина — Селезнёва                                        |
| 27,7       | на треножном станке Сидоренко — Малиновского                                   |
| Боепитание |                                                                                |
| 8,75       | коробка со снаряжённой лентой на 200 патронов с пулями образца 1930 года       |
| 10,25      | коробка со снаряжённой лентой на 250 патронов с пулями образца 1930 года       |
| 8          | коробка со снаряжённой лентой на 200 патронов с пулями со стальным сердечником |
| 9,5        | коробка со снаряжённой лентой на 250 патронов с пулями со стальным сердечником |
| 8,25       | коробка со снаряжённой лентой на 200 патронов с пулями образца 1908 года       |
| 9,75       | коробка со снаряжённой лентой на 250 патронов с пулями образца 1908 года       |
| Прочее     |                                                                                |
| 0,6        | зенитный ракурсный прицел                                                      |

## Варианты и модернизации

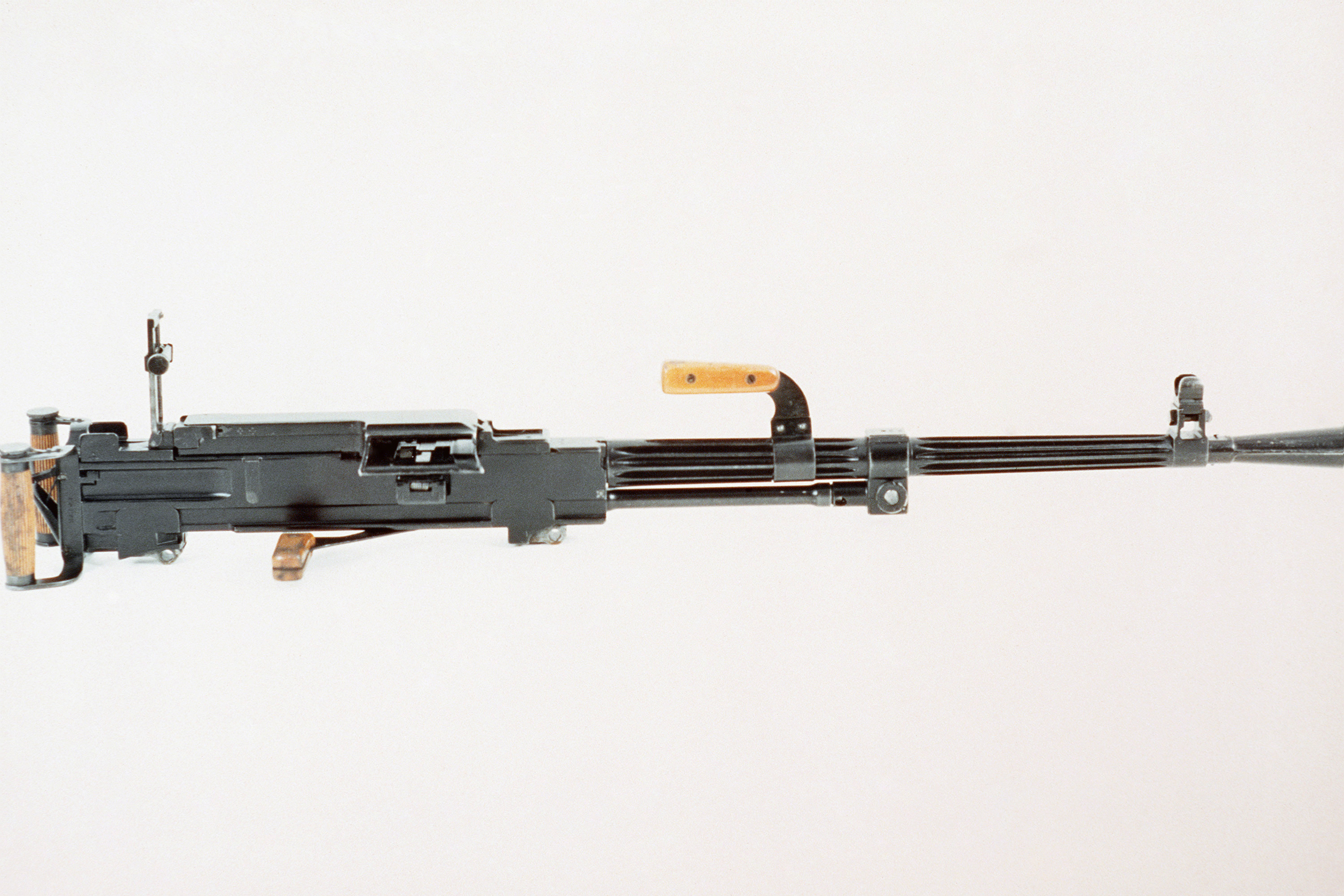
Тело пулемёта СГМ, видны ствол с продольными долами и рукоятка заряжания сбоку от ствольной коробки

- СГ-43 — первые выпущенные образцы были установлены на колёсный станок Соколова, однако серийные СГ-43 устанавливали на колёсный станок конструкции В. А. Дегтярёва[17]
- СГ-43 Пулемет устанавливался в башне бронеавтомобиля БА-64Б в КБ ГАЗа в марте 1944 года взамен штатного пулемета ДТ-29. СГ-43 превосходил ДТ-29 повышенной за счёт ленточного питания боевой скорострельностью и большей прицельной дальностью стрельбы. Однако испытания выявили ряд проблем с размещением пулемёта СГ-43 в башне бронеавтомобиля и его поведением при стрельбе, что повлекло прекращение опытно-конструкторских работ в этом направлении.
- СГМ — станковый модернизированный, устанавливается на колёсный станок конструкции В. А. Дегтярёва или треножный станок конструкции Сидоренко — Малиновского[17].
- СГМБ — бронетранспортёрный, устанавливается на переднем, боковом или заднем кронштейне бронетранспортёра.
- СГМТ — танковый, устанавливается внутри башни танка на кронштейне люльки пушки, имеет электроспуск.

## Устройство

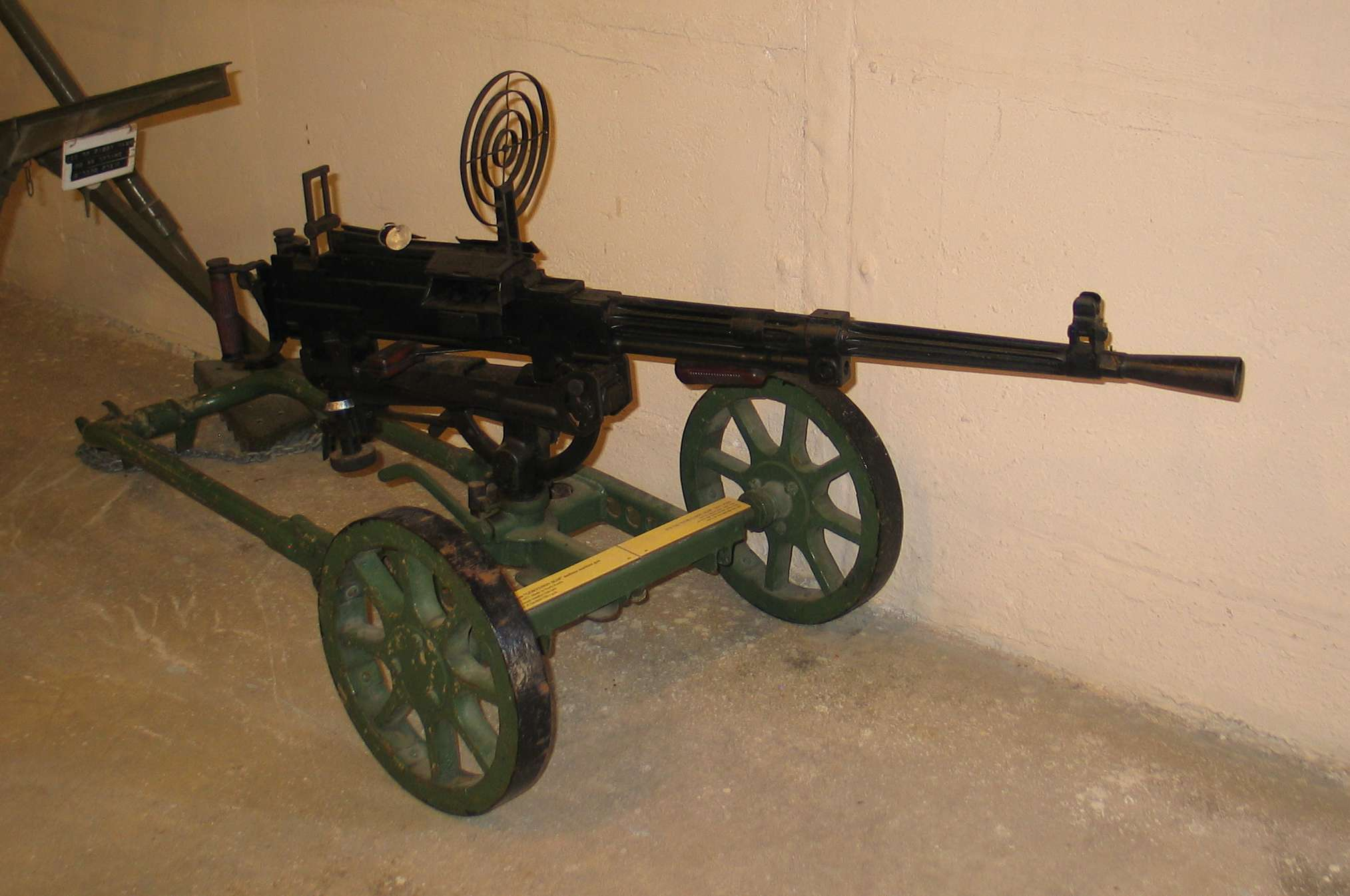
СГМ на колёсном станке с зенитным ракурсным прицелом

Тело пулемёта Горюнова состоит из следующих основных элементов:
- ствол,
- ствольная коробка с прицелом,
- замыкатель ствола,
- приёмник,
- затворная рама с поршнем,
- затвор,
- рукоятка перезаряжания,
- спусковой механизм,
- затыльник,
- возвратно-боевая пружина.

Принадлежность пулемёта Горюнова состоит из: шомпола, комбинированного ключа, маслёнки, выколотки, извлекателя, коленчатого стержня с ёршиком, ключа замыкателя ствола и молотка.
Пулемёт СГМТ снабжён электроспуском в специальном корпусе на затыльнике.

## Прицельное приспособление

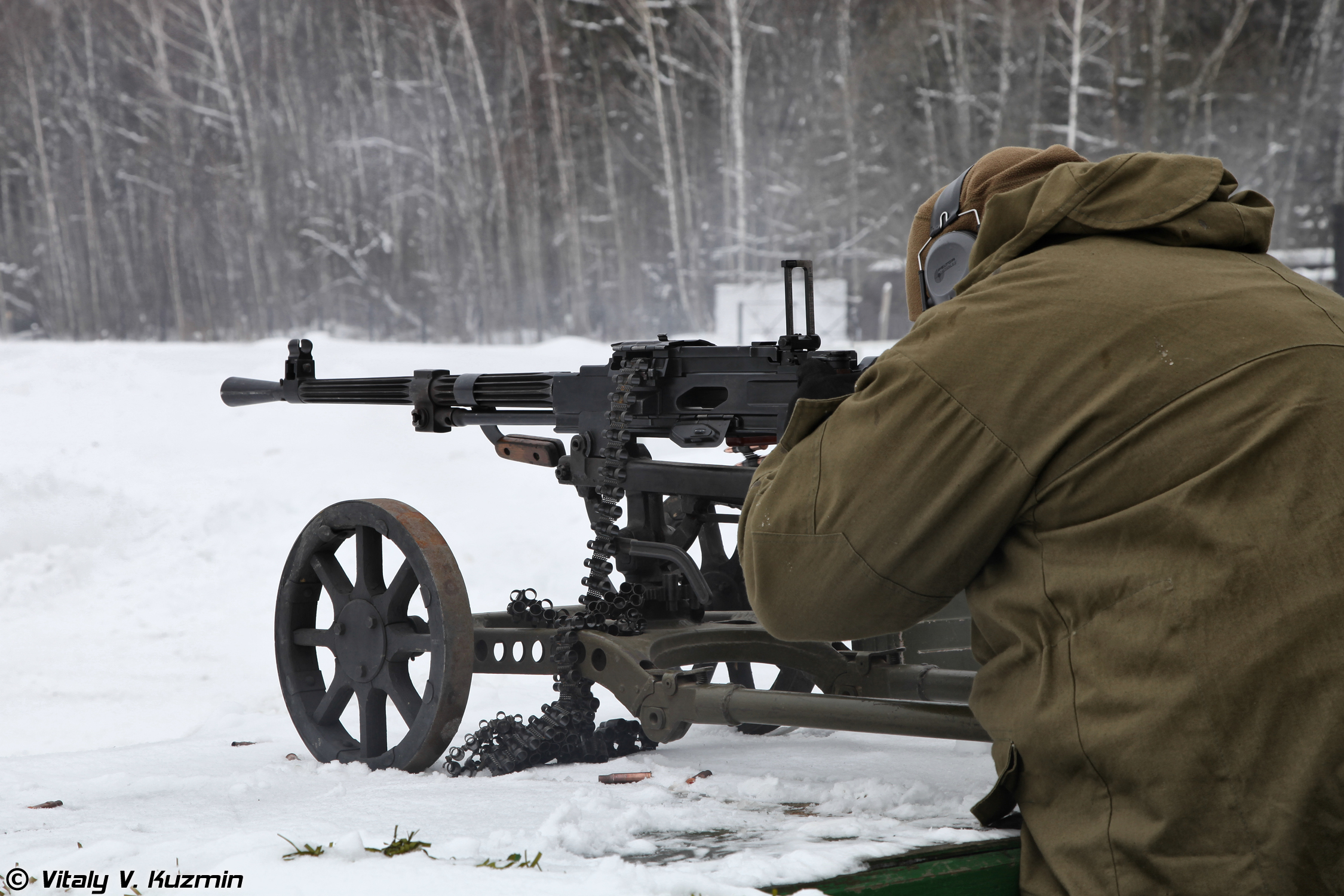
СГМ на праздновании 70-летия победы в Сталинградской битве в ЦНИИточмаш

Прицельное приспособление пулемёта Горюнова состоит из мушки и прицела, в свою очередь состоящего из основания прицела, прицельной рамки с пружиной и хомутика с целиком. На стенках прицельной рамки нанесены деления с цифрами: для лёгкой пули образца 1908 года, пули со стальным сердечником и специальных пуль — на правой стороне (буква «Л» и цифры от 0 до 20, обозначающие дальность в сотнях метров), для тяжёлой пули образца 1930 года — на левой стороне (буква «Т» и цифры от 0 до 23). На целике нанесена риска, а на задней стороне хомутика нанесены деления для боковых поправок (по пять делений влево и вправо от основной риски) для установки целика. Каждое деление целика равно одной тысячной дальности.
Для стрельбы по воздушным целям на пулемёт устанавливается зенитный ракурсный прицел, рассчитанный на ведение огня по воздушным целям, движущимся со скоростью не более 600 км/ч на дальностях до 1000 м. Данный прицел состоит из основания прицела, переднего и заднего визоров. Передний визор состоит из концентрических колец (с радиусами 20, 40, 60 и 80 мм) для выбора упреждения, центрального кольца для выверки прицела и стойки переднего визира. Задний визир состоит из шарика, стопорного винта (для выверки прицела) и стойки заднего визира.

## Принцип действия автоматики

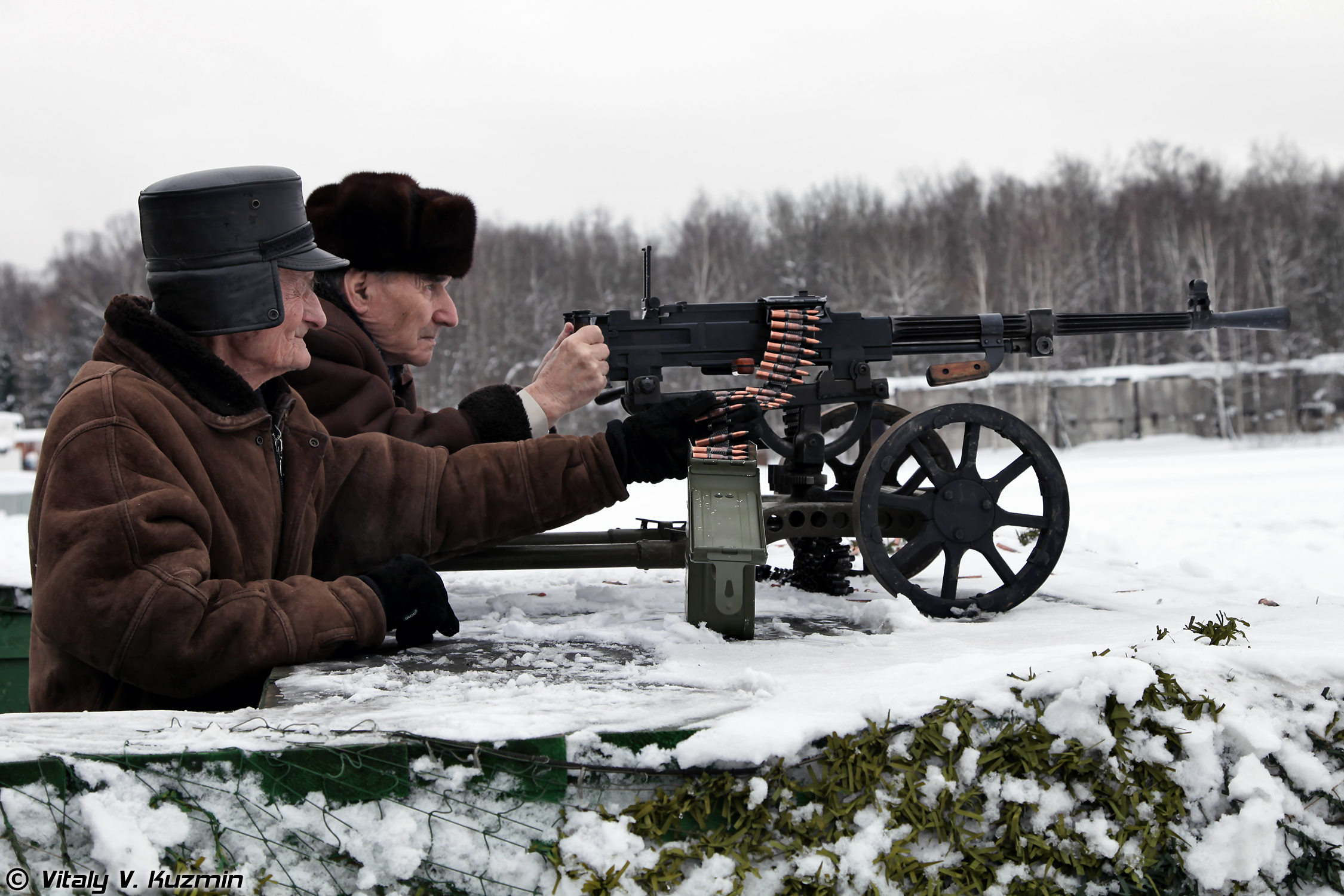

Работа автоматики СГ-43 основана на использовании энергии пороховых газов, отводимых из канала ствола. Запирание канала ствола осуществляется перекосом затвора вправо.
При выстреле часть пороховых газов, выталкивающих пулю, направляется через отверстие в стенке ствола в газовую камеру и давит на поршень, от чего затворная рама начинает отходить назад. Затвор остаётся на месте до вылета пули из канала ствола, закрывая его и не допуская прорыва газов в ствольную коробку.
После вылета пули подвижные части продолжают отходить назад, сжимая тем самым возвратно-боевую пружину. Затвор открывает канал ствола и извлекает гильзу из патронника. Движок извлекает очередной патрон из ленты и подаёт его в продольное окно ствольной коробки. Гильза выбрасывается из ствольной коробки, ползун подаёт патрон в приёмное окно приёмника.
Если спусковой крючок остаётся нажатым, то затворная рама с затвором под воздействием возвратно-боевой пружины устремляется вперёд, не останавливаясь в заднем положении. Затвор выталкивает патрон из продольного окна ствольной коробки и досылает его в патронник. Когда подвижные части занимают крайнее положение, затвор закрывает канал ствола. Боёк разбивает капсюль патрона, происходит выстрел, и работа автоматики повторяется.

## Страны-эксплуатанты
- СССР
- Польша: первые пулемёты СГ-43 были переданы на вооружение 1-й армии Войска Польского во время Великой Отечественной войны, после войны пулемёт был принят на вооружение Войска Польского под наименованием ckm SG-43 и выпускался по лицензии.
- Венгрия: выпускался по лицензии. Переработанная под единый пулемёт модификация KGK имела пистолетную рукоятку.
- Вьетнам
- ГДР
- Египет: выпускался по лицензии.
- Индонезия
- Китай: принят на вооружение НОАК под наименованием «тип 53/57»[18], выпускался по лицензии.
- Чехословакия: выпускался по лицензии.
- Беларусь: в декабре 2005 года сняты с вооружения и отправлены на утилизацию[19]

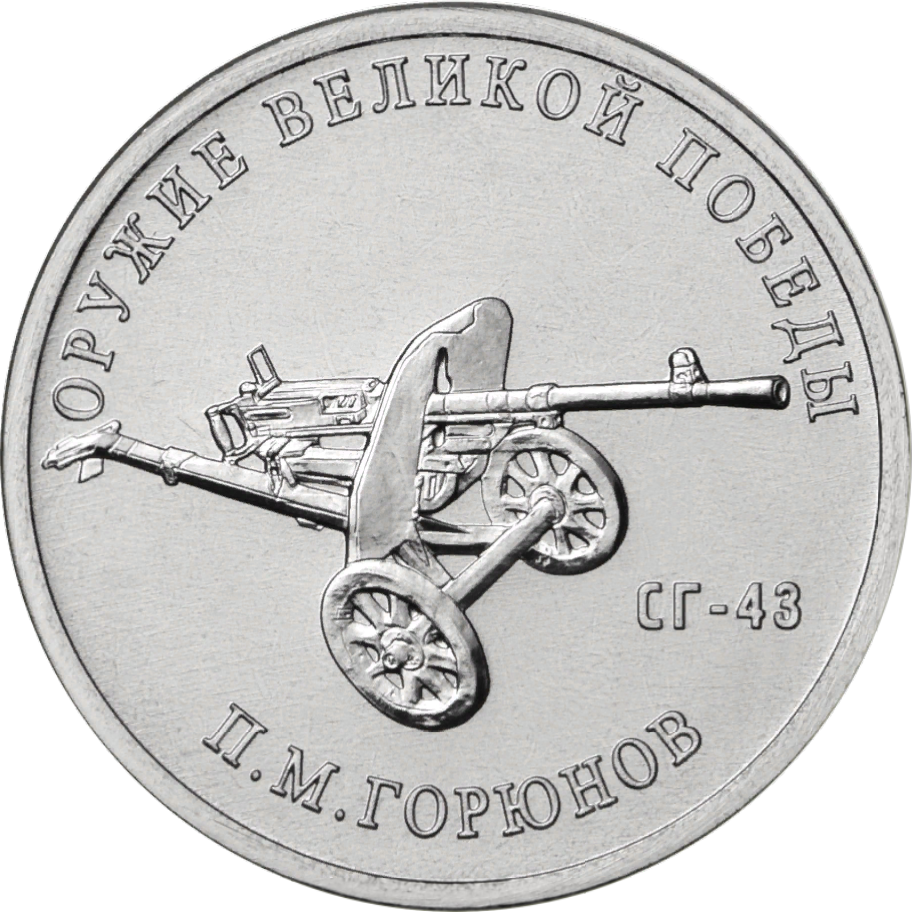
Монета Банка России. 25 рублей, 2020 г., реверс, анциркулейтед. Медно-никелевый сплав

## Нумизматика
- 7 февраля 2020 года Банк России выпустил в обращение памятную монету номиналом 25 рублей «Конструктор оружия П. М. Горюнов» из серии «Оружие Великой Победы» (конструкторы оружия) с изображением пулемёта СГ-43[20];